# Caudron J
Caudron J – francuski dwumiejscowy wodnosamolot pływakowy w układzie dwupłatu z okresu I wojny światowej, zaprojektowany i zbudowany w wytwórni Société des Avions Caudron. Produkowana seryjnie maszyna używana była w niewielkich ilościach przez lotnictwo morskie Marine nationale, Marynarki Wojennej Imperium Rosyjskiego, Royal Naval Air Service i w Chinach.

## Historia
Wodnosamolot Caudron J został zaprojektowany przez braci Gastona i René Caudron w rodzinnej wytwórni Société des Avions Caudron w 1913 roku. Maszyna została w tym samym roku zaprezentowana na Międzynarodowej Wystawie Lotniczej. Zbudowany w układzie dwupłatu dwuosobowy samolot miał dwuprzęsłową konstrukcję skrzydeł, z których górne było znacznie dłuższe od dolnego. Para skośnych rozpórek rozciągała się od końca dolnego płata do krawędzi górnego. Oba pływaki wyposażone były w małe kółka, które umożliwiały bezproblemowy transport samolotu na lądzie. Pojedynczy ster kierunku i stery wysokości były wsparte podwójnymi zastrzałami, a na przedłużeniu steru kierunku zamontowany był mały pływak ogonowy. Do napędu użyto silnika rotacyjnego Gnome o mocy 75 kW (100 KM).

## Użycie

### Francja

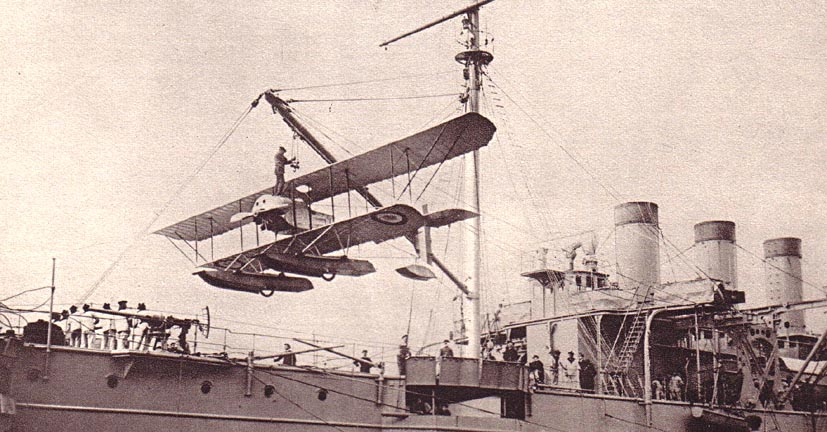
Caudron J na pokładzie tendra wodnosamolotów „Foudre”

W 1913 roku Caudron J wziął udział w kilku zorganizowanych przez francuskie lotnictwo morskie konkursach, mających na celu wybór samolotu do służby na pokładach francuskich okrętów. W ich wyniku Marine nationale zamówiło niewielką liczba egzemplarzy seryjnych, które używane były głównie do zadań szkolnych, operując m.in. z pokładu tendra wodnosamolotów „Foudre” (dwie sztuki) i z bazy w Deauville (maszyna oznaczona numerem 6). Samoloty używane były także na podwoziu kołowym.

### Chiny
Niewielka liczba maszyn Caudron J została 13 lipca 1913 roku zakupiona przez Chiny (łącznie 16 samolotów produkcji zakładów Caudron: G.2, G.3 i J).

### Imperium Rosyjskie
Rosja zakupiła dwa egzemplarze samolotu, które używane były przez Marynarkę Wojenną Imperium Rosyjskiego na Morzu Czarnym.

### Wielka Brytania
W 1913 roku Royal Naval Air Service zakupiło kilka maszyn Caudron J, które otrzymały numery 55–57. Samoloty z numerami 55 i 56 napędzane były silnikami Gnome o mocy 80 KM i operowały z pokładu krążownika HMS „Hermes”, zaś egzemplarz o numerze 57 z silnikiem Gnome o mocy 100 KM bazował na Isle of Grain.

## Opis konstrukcji i dane techniczne
Caudron J był jednosilnikowym, dwuosobowym dwupłatowym wodnosamolotem pływakowym. Rozpiętość skrzydeł wynosiła 15,1 metra, a powierzchnia nośna 40 m². Długość samolotu wynosiła 9 metrów. Masa własna wynosiła 500 kg, zaś masa całkowita (startowa) 800 kg. Napęd stanowił chłodzony powietrzem silnik rotacyjny Gnome o mocy od 59 do 75 kW (80–100 KM). Prędkość maksymalna wynosiła 95 km/h, prędkość wznoszenia 33 metry na minutę.